# 마르코니플레인역
마르코니플레인(네덜란드어: Marconiplein)역은 네덜란드 로테르담에 위치한 지하철역으로 로테르담 지하철 A,B,C선에 속해 있다. 1986년 4월 25일에 개통한 동서선(이전에는 Caland선으로 불렸음)의 연장 구간 중 하나이다. 이 연장은 마르코니플레인역과 델프스하번역을 이 노선의 이전 종착역인 콜하번역과 연결했다.
2002년 11월 4일까지 마르코니플레인역은 동서선의 서쪽 종착역이었다. 이 날, 스히담 센트룸역과 투센바터르역으로 가는 연장이 개통되었다.

## 연결 교통
- 로테르담 노면전차: 4(시·종착), 8, 21, 23(시·종착), 24
- 버스 : 42, B2

## 사진첩

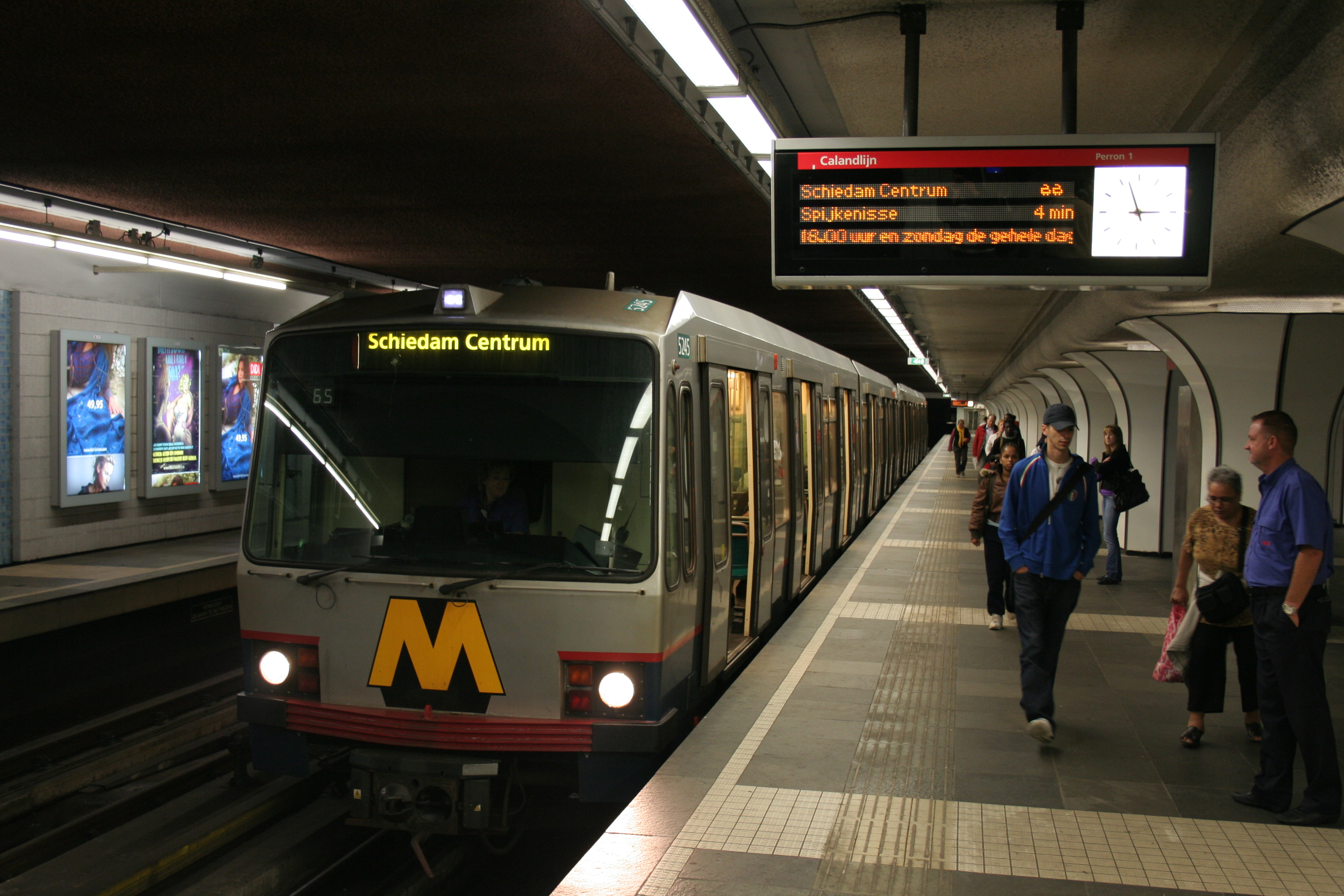
1번 승강장의 지하철 차량 (메트로 T형)
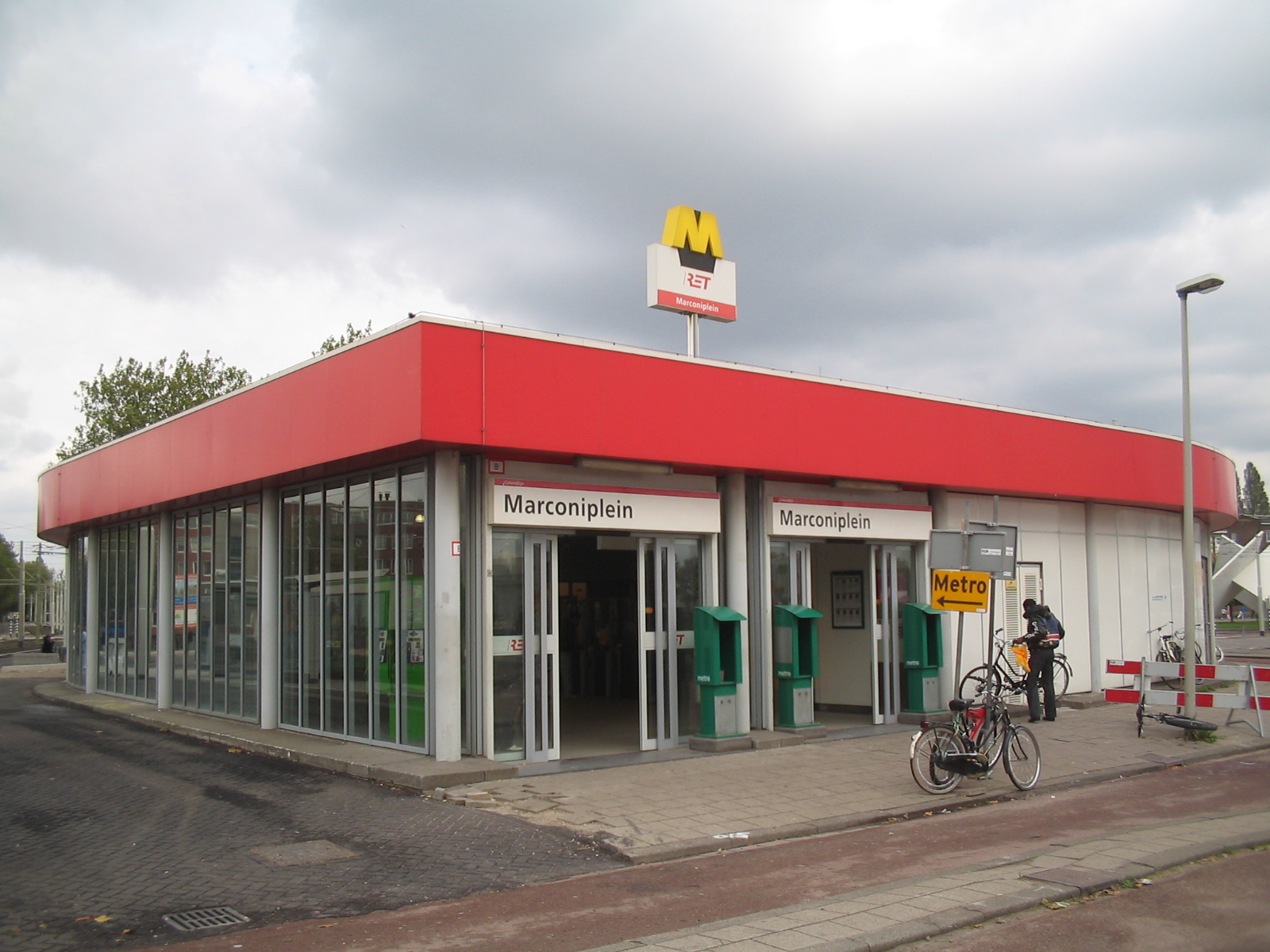
역 출구

## 인접정차역
| 로테르담 지하철                        | 로테르담 지하철     | 로테르담 지하철          |
| -------------------------------------- | ------------------- | ------------------------ |
| 스히담 센트룸                          | 로테르담 지하철 A선 | 델프스하번 빈넨호프 방면 |
| 스히담 센트룸 훅판홀란트 스트란트 방면 | 로테르담 지하철 B선 | 델프스하번 네셀란더 방면 |
| 스히담 센트룸 더아커르스 방면          | 로테르담 지하철 C선 | 델프스하번 더테르프 방면 |